# Collagen peptide
Collagen peptide là dạng thủy phân của collagen, một loại protein sợi có mặt trong lớp mô ngoại tế bào của các tế bào sống. Sau khi thủy phân, collagen peptide sẽ mất khả năng tạo gel và trở nên có thể hòa tan trong nước lạnh.
Collagen peptide có lượng các amino acid, glycine, proline và hydroxyproline cao hơn 10-20 lần so với những loại protein thông thường.
Collagen peptide được thủy phân thành các phân tử cực nhỏ giúp quá trình hấp thụ vào cơ thể tối ưu, mang lại hiệu quả nhanh chóng hơn collagen thông thường. Ngoài ra sử dụng collagen dạng nước sẽ cho kết quả hấp thụ tốt hơn dạng viên và dạng bột.

## Nghiên cứu

### amino acid thành phần
Hydrolyzed collagen chứa 8 trong số 9 amino acid thiết yếu, bao gồm  glycine từ đậu và arginine - hai amino-acid tiền thân cần thiết cho sự sinh tổng hợp creatine. Nó không chứa tryptophan và thiếu isoleucine, threonine, và methionine.

### Tiêu hóa
Tính khả dụng sinh học của collagen thủy phân ở chuột đã được chứng minh trong một nghiên cứu năm 1999; Dùng collagen thủy phân 14C hấp thụ qua da và hơn 90% hấp thu trong vòng 6 giờ với sự tích tụ có thể đo được trong sụn và da. Một nghiên cứu năm 2005 ở người cho thấy collagen bị thủy phân hấp thu dưới dạng các peptide nhỏ trong máu.

### Tác dụng trên da
Ăn collagen thủy phân có thể ảnh hưởng đến da bằng cách tăng mật độ của sợi collagen và nguyên bào sợi, do đó kích thích sản xuất collagen. Theo các nghiên cứu trên chuột và trong ống nghiệm, các peptide collagen bị thủy phân có đặc tính chemotactic trên nguyên bào sợi  hoặc ảnh hưởng đến tăng trưởng của nguyên bào sợi.

### Tác dụng chung và xương
Một số nghiên cứu lâm sàng báo cáo rằng việc ăn uống collagen thủy phân giảm đau khớp, những người có các triệu chứng nặng nhất cho thấy lợi ích nhất. Tác dụng có lợi có thể là do sự tích lũy collagen thủy phân trong sụn và kích thích sản xuất collagen do các tế bào chondrocytes, các tế bào của sụn. Một số nghiên cứu đã chỉ ra rằng một lượng hàng ngày collagen thủy phân làm tăng mật độ xương ở chuột. Có vẻ như các chất ức chế collagen thủy phân kích thích sự khác biệt và hoạt động của tế bào osteoblasts - các tế bào tạo thành xương trên tế bào osteoclast (tế bào phá hủy xương).
Tuy nhiên, các thử nghiệm lâm sàng khác đã mang lại kết quả khác nhau. Trong năm 2011, Cơ quan an toàn thực phẩm Châu Âu về các sản phẩm dinh dưỡng, dinh dưỡng và dị ứng đã kết luận rằng "mối quan hệ nhân quả đã không được thiết lập giữa việc tiêu thụ collagen hydrolysate và duy trì các khớp". Bốn nghiên cứu khác báo cáo lợi ích không có tác dụng phụ; Tuy nhiên, các nghiên cứu không rộng, và tất cả các đề nghị kiểm soát nghiên cứu tiếp theo.   One study found that oral collagen only improved symptoms in a minority of patients and reported nausea as a side effect. Một nghiên cứu chỉ ra rằng collagen đường uống chỉ cải thiện triệu chứng ở một số ít bệnh nhân và báo cáo buồn nôn như là một tác dụng phụ. Một nghiên cứu khác cho thấy rằng điều trị bằng collagen thực sự có thể gây ra một đợt trầm trọng hơn các triệu chứng viêm khớp dạng thấp.

### Mối quan ngại an toàn
Hydrolyzed collagen, như gelatin, được làm từ các phụ phẩm động vật từ ngành công nghiệp thịt, bao gồm da, xương và mô liên kết.
Cục Quản lý Thực phẩm và Dược phẩm Hoa Kỳ (FDA), với sự hỗ trợ của Ủy ban Cố vấn TSO (Ủy ban Cố vấn Giun xốp chéo), từ năm 1997 đã theo dõi nguy cơ lây truyền bệnh động vật, đặc biệt là bệnh bò đong thịt bò (BSE). Nghiên cứu của FDA kết luận: "Các bước như nhiệt, xử lý kiềm, và lọc có thể có hiệu quả trong việc giảm mức độ các chất gây ô nhiễm TSE, tuy nhiên, bằng chứng khoa học hiện nay không đủ để chứng minh rằng những phương pháp này có hiệu quả sẽ loại bỏ BSE Tác nhân truyền nhiễm nếu có trong tài liệu nguồn ".